# Szigetszentmiklósi József Attila Általános Iskola
A Szigetszentmiklósi József Attila Általános Iskola (rövidítése: SZIGJA) a Pest vármegyei Szigetszentmiklós iskolája. Névadója József Attila magyar költő. Az iskolát 1955-ben alapították. 2011 szeptemberében olvadt az iskolába a szigetszentmiklósi művészeti képzés. 2014 óta új székhelyépületben folytatta működését. 2017 nyarán az a tagintézmény önálló iskola lett, és jogilag új iskolaként folytatta működését a régi épületekben.

## Története

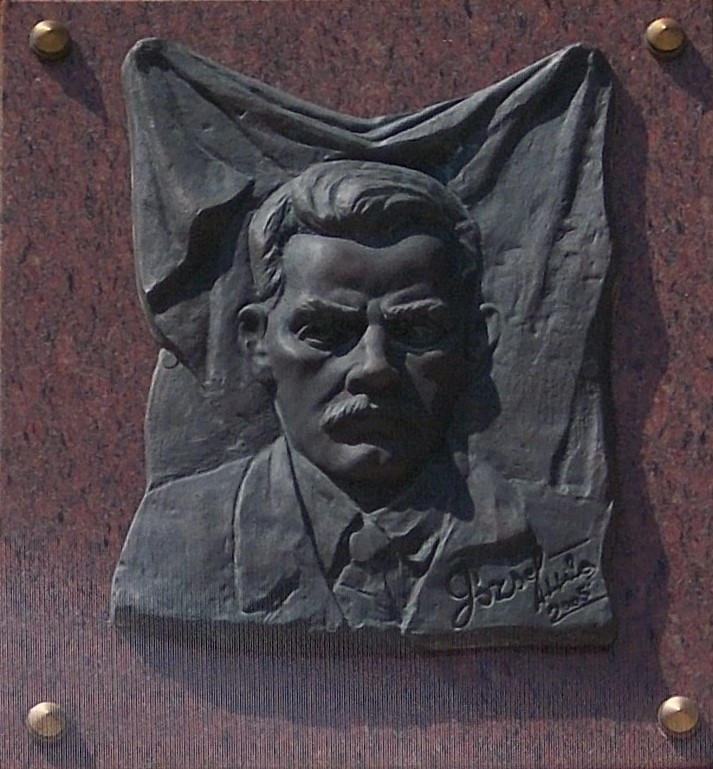
József Attila dombormű az iskola homlokzatán (2019)

A József Attila Általános Iskola 1955-ben átadott 12 tantermes épületben kezdte meg a működését a József Attila lakótelepen Réti Béla igazgató vezetésével. Helyzetéből adódóan a lakótelep fejlődésével párhuzamosan vált egyre szűkebbé az épület, ami bővítésre ösztönözte az akkori fenntartókat. A plusz 8 tanterem megépítésére 1965-ben került sor. A lakótelep bővítésével 1980-ra az iskola tanulólétszáma elérte a 909 főt, s ez további tantermek létrehozását tette szükségessé. 1982-ben 3 új tanteremet építettek. 1990-ben iskolához csatolták a Váci Mihály u. 1. sz. alatti óvoda épületét. Az iskola 1995-ben vette fel József Attila nevét. Létszámuk folyamatosan nő. 2002. szeptember 1-jén vették birtokba az „E” épületet, amelyben 5 tanulócsoport kapott helyet. 2006 szeptemberében a tanulócsoportok számának növekedése miatt a Váci Mihály úti tagiskolából ki kellett költözni, és helyette a Csokonai úti kollégiumban kialakított 10 tantermes épületbe került át az 1–2. évfolyam. Jelenleg a tanulók létszáma meghaladja az 1000 főt. 2011. szeptember 1-jén az iskola többcélú intézménnyé alakult, és felvette a József Attila Általános Iskola és Alapfokú Művészetoktatási Intézmény nevet. 
A Miklósi Alapfokú Művészetoktatási Intézményt 2004-ben hozta létre a Művészeti Tanoda Alapítvány. 2011. szeptember 1-jén az intézmény beolvadt az iskolába. 
2013. január 1-től új fenntartója lett az iskolának, emiatt a neve is megváltozott, és Szigetszentmiklósi József Attila Általános Iskola és Alapfokú Művészeti Iskola néven működik tovább. 2014. szeptember 1-jétől az iskola új székhelyépületben működik, a régi székhelyépület tagintézményi formában működik tovább. 2017-ben újabb intézményi átszervezés következett be, melynek során a tagintézmény kivált, és a régi épületekben Szigetszentmiklósi József Attila Általános Iskolaként folytatja működését.

## Külső kapcsolatok
Az iskola hagyományosan jó kapcsolatot tart fenn az intézmény Szigetszentmiklós minden óvodájával.
Minden októberben az első osztályos nevelők lehetővé teszik a volt nagycsoportos óvónők látogatását az osztályban. A tanítókkal való eszmecsere segíti elő a tanulók beilleszkedését az iskola életébe, valamint támpontot nyújt az óvónőknek az iskolai beszoktatás rendjéről, a tanulmányi követelményekről.
Novemberben az alsós igazgatóhelyettes előzetes tájékozódást végez a nagycsoportban. Ismerkedik a gyerekekkel és a foglalkozások módszerével. Alkotó észrevételeivel segíti az óvónők munkáját a beiskolázás előtt. Márciusban pedig végiglátogatja a nagycsoportokat, hogy segítsen az óvónőknek az iskolaérettségi döntések meghozatalában. 
Májusban az első osztályosok fogadják a nagycsoportos óvodásokat, a tanító olyan foglalkozást tart, amely kedvező bepillantást ad az iskola életbe. Az utolsó óvodai szülői értekezleten igény esetén képviseli az iskolát egy alsós igazgatóhelyettes, aki segítséget nyújt a szülőknek a tanévkezdés előtti problémák megoldásában. Az iskola is szülői értekezletet tart a leendő (iskolánkba már beiratkozott) első osztályos gyermekek szüleinek.
A diákok sikeresebb továbbtanulása, eredményesebb felvételije érdekében az iskola a környező középfokú intézményekkel rendszeres kapcsolatot tart. Évente közös szakmai tanácskozást rendeznek, szülői értekezlettel és látogatási lehetőséggel segítik az iskolaválasztást. A középiskolák tanárai közreműködnek a tanulmányi versenyeken.
Jó a kapcsolatuk a katolikus és református egyházakkal, és folyamatosan tartják a kapcsolatot az iskolában hittantanítást vállaló egyéb egyházakkal is. 
Rendszeres munkakapcsolatban állnak
- a Városi Könyvtár és Közösségi Házzal
- az Szigetszentmiklósi Ádám Jenő Általános Iskola és Alapfokú Művészeti Iskolával
- a sportegyesületekkel
- a Patak Galériával
- az Amatőr Művészek Egyesületével
- a Sziget Színházzal

## Vezetői
- Réti Béla (1955-1956, 1957-1970)
  - intézményt a megye első iskoláinak sorába emelte
- Juhász Antal (1956 őszétől 1957 tavaszáig)
  - megbízott igazgató
- Mihály Szilveszterné (1970-1977)
  - bevezette a kabinet rendszerű oktatást, bázisiskola létrehozása
- Sági Mihályné (1977-1993)
  - nyelvi és ének-zenei tagozatok indítása
- Farkas Lajosné (1993-1998)
  - szélesítette a manuális tevékenységeket fejlesztő szakköröket
- Eszterhás Sándorné (1998-2008)
  - finn és német iskolákkal testvérkapcsolatokat alakított ki
- Zilling Ibolya (2008-2017)
  - művészeti és katolikus osztályok elindítása
- Szabó Lídia (2018-)
  - tagintézmény különválása, a régi-új általános iskola elindítása

## Képzés
8 évfolyammal működő általános iskolára meghatározott feladat, közoktatási intézmény, nevelési és oktatási feladatot lát el.

### Az általános iskolai képzés
Az elmúlt években 6 párhuzamos osztály indult, melyek között katolikus, rajz, hagyományőrző, természeti, tánc osztályok működnek. Az iskola nagy hangsúlyt fektet a művészetek oktatására. 
Ezenkívül hangsúlyos az erkölcsi, világnézeti, esztétikai, testi nevelés, a munkára, a humanizmusra, a hazafiságra nevelés. Kiemelt szerepet kap ezek közül a közösségfejlesztéssel kapcsolatos feladatok, tehetség és képesség kibontakoztatását segítő szakkörök. Ugyanúgy a tanulási nehézségekkel küzdő tanulók segítsége is. A sajátos nevelési igényű tanulók felzárkóztatását az együttnevelés módszerével segítik. Kiemelkedő az egészségnevelési és környezetvédelmi programja a képzésnek.

## Épület és felszereltség
Az 1955-ben épült intézmény épületének folyamatos felújítását az Önkormányzat biztosítja. A jelenlegi teremlétszám elegendő valamennyi tanulócsoport nyugodt körülmények között való tanulásához, de a jelenlegi beiratkozások előrevetítik egy esetleges bővítés szükségességét. A 2014-es tanévet mindegyik épületegyüttesben megfelelő, korszerűsített tantermekben és felújított udvarokban kezdhetik meg tanulóink.
Az iskola a lakótelep közepén helyezkedik el. Nagy udvarán 3 sportpálya, 1 homokozó és kevés zöld terület található. A főépülethez folyosóval kapcsolódó 3 épületben összesen 21 tanterem, 1 tornaterem, 1 kémiai - fizikai, 1 zenei, 1 nyelvi, 2 művészeti és 2 számítástechnikai szaktanterem van. Az alagsorban 2 technika, 2 művészeti és 2 kondicionáló terem található, 2 szükség tanterem kis létszámú osztály részére. Csokonai utcai épületben 12 tanterem az első és második osztályosok részére lett kialakítva. A székhelyen lévő könyvtár 3000 kötettel rendelkezik. A tagintézményi könyvtár több, mint 8000 kötettel rendelkezik, amelyből 2000 szakmai könyv. Az tagintézmény átlagos szinten rendelkezik az oktatáshoz szükséges audió-vizuális technikai és szemléltető eszközökkel. A művészeti és zenei képzést 2 égetőkemence, 1 tűzzománc kemence, elektromos korongozók, lábítós korongozó, digitális zongora és 2 pianínó segíti.

## Az iskolához kapcsolódó szervezetek

### Alapítványok
Az iskolának két alapítványa van: A mi iskolánk Alapítvány, melynek célja az iskola tárgyi, szakmai, pedagógiai, oktatási céljainak támogatása a gyermekek és a pedagógusok érdekében, valamint a Művészeti Tanoda Alapítvány, melynek célja az alapfokú művészeti oktatás beindítása, művészeti események és rendezvények támogatása, a művészeti oktatáson részt vevő tanulók és tanárok továbbképzésének támogatása.

### Az egyesületek
Szigetszentmiklósi Alkotói Kör Képzőművészeti Egyesület, melynek célja a rejtőzve élő önképző művészeti tevékenységek felkutatása és befogadása. Különböző művészetekkel való önképző ismerkedés, útkeresés, tapasztalat szerzése, életmód változás.
Szigetszentmiklósi Tornádó Diáksport Egyesület, melynek célja az iskolai sportélet erősítése

## Külföldi kapcsolatok
- Általános Iskola (Beilrode, Németország)
- Kós Károly Általános Iskola (Gyergyószentmiklós, Románia)
- Zentai Emlékiskola (Zenta, Szerbia)
- Busko-Zdrój (Lengyelország)
- Kočani (Macedónia)

Külföldi kapcsolataik folyamán tanulóik idegen nyelvi levelezést folytatnak. Évente cserelátogatáson vesznek részt, amikor közös programokat, közös alkotótáborokat szerveznek és adott témában projektmunkát készítenek.

## Nyilvánosság, személyesség
Az iskola honlapján az aktuális hírek és információk mellett tanulásban hasznosítható oktatási segédanyagok, iskolánk múltját idéző fotók és dokumentumok is megtalálhatók.

## Híres diákjai
- Kutás Mária - ifjúsági torna bajnok (1968 Mexikó - előolimpia 22. hely)
- Lakatos Pál - ökölvívó, tizenegyszeres felnőtt magyar bajnok 48 kilós súlycsoportban
- Lózs István - tudósító, WestelPress, Magyar Televízió, TV2, RTL KLUB szerkesztő-riporter
- Jószai Attila - helyi politikus
- Bagócs János - súlyemelő, 1968 mexikói olimpia V. hely, Európa-bajnok 1970
- Pelsőczy László - színművész
- Dr. Török Gyula - atomfizikus
- Dr. Fodor Antalné - szigetszentmiklósi alpolgármester
- Ballai Atilla - sportújságíró
- Lettner Zsolt - operaénekes

## Megközelítés

### Tömegközlekedéssel
- Hévvel: H6-os Ráckevei Hévvel a József Attila-telep megállónál kell leszállni és egy 4 perces sétára van az intézmény.
- Távolsági busszal: Délről és Pest felől 673-as, 674-es, 676-os volánbusszal a József Attila telepi megállónál kell leszállni, és onnan egy 3 perces sétára van az intézmény.
- Helyi busszal: 682-es, 683-as buszokkal közelíthető meg az intézmény.